# Ferhan & Ferzan Önder

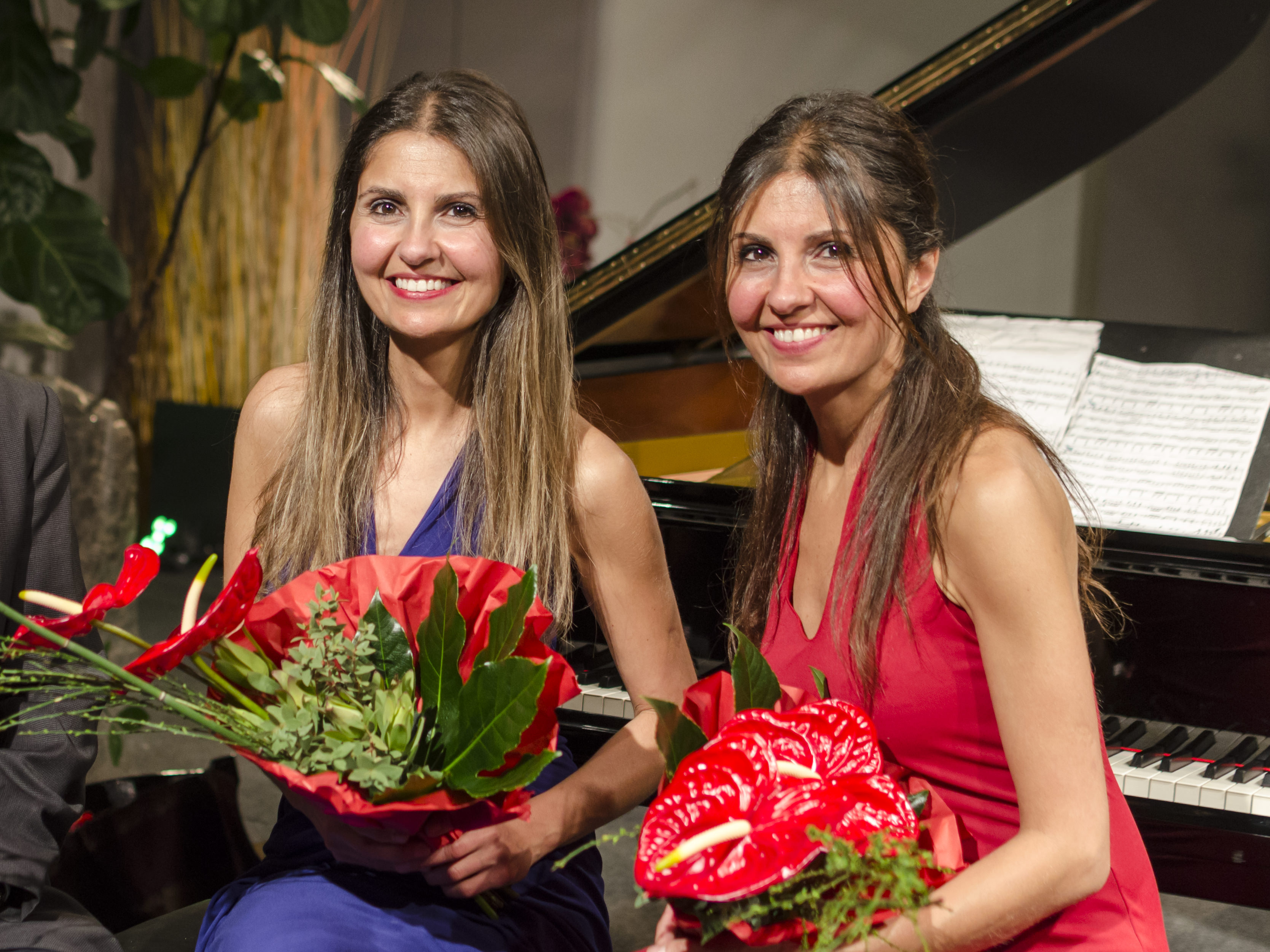
Ferzan und Ferhan Önder, 2017

Die Zwillingsschwestern Ferhan & Ferzan Önder (* 2. Oktober 1965 bei Tokat, Türkei) sind türkisch-österreichische Pianistinnen, die überwiegend als Klavierduo auftreten.

## Leben
Ferhan und Ferzan Önder wurden nach eigenen Angaben in einem kleinen nordtürkischen Dorf geboren. Nachdem ihr älterer Bruder ein Musikstudium am Konservatorium von Ankara begonnen hatte, übersiedelte die Familie nach Ankara. Die Zwillingsschwestern begannen im Alter von 10 Jahren mit dem Klavierspiel, wobei sie von Anfang an als Klavierduo unterrichtet wurden. Bereits mit 14 Jahren gewannen sie einen Jury Special Award beim Concorso Pianistico Internazionale Alessandro Casagrande in Terni/Italien. Sie studierten zunächst an der Hacettepe-Universität in Ankara und ab 1985 an der Universität für Musik und darstellende Kunst Wien in den Meisterklassen von Noel Flores und Paul Badura-Skoda.
Das Duo ist durch weltweite Konzertreisen und regelmäßige Gastspiele mit renommierten internationalen Orchestern bekannt. Ebenso treten sie bei Musikfestivals wie den Salzburger Festspielen, dem Beethovenfest Bonn, den Wiener Festwochen, dem Rheingau Musik Festival und dem Schleswig-Holstein Musik Festival auf.
Das Repertoire des Duos umfasst Werke von Bach, Vivaldi und Mozart bis zu Poulenc, Bartók, Strawinsky, Lutosławski und Fazıl Say.
Ihre offizielle Debüt-CD Vivaldi Reflections (2001) erhielt 2002 den Echo Klassik. 
Ihr zweites Album trug den Titel 1001 Nights (2003). 2002 wurde zudem ein Live-Mitschnitt einer Zusammenarbeit mit der Sächsischen Staatskapelle Dresden (Karneval der Tiere, Sprecher: Günther Jauch) veröffentlicht.
Die Zwillingsschwestern wurden 2003 vom türkischen UNICEF-Komitee zu UNICEF-Botschafterinnen berufen und engagieren sich für Kinderprojekte. Sie leben beide in Wien.

### Privates
- Ferhan Önder war mit Rico Gulda verheiratet und hat eine Tochter.[6]

- Ferzan Önder, zunächst die Ehefrau eines Wiener Unternehmers,[1][7] ist seit 2009 mit dem Multi-Percussionisten Martin Grubinger (* 1983) verheiratet und hat mit ihm einen Sohn.[8]

## Diskografie
- 1998: Saint-Saens – Beethoven (Pan Classics)
- 2001: Vivaldi Reflections (EMI)
- 2002: Karneval der Tiere
- 2003: 1001 Nights (EMI)
- 2015: Carmina Burana (Sony)
- 2019: Karneval der Tiere (Sony)
- 2019: Ferhan & Ferzan Önder play Fazil Say (Winter & Winter)